# Santa Bárbara (Ribeira Grande)
Santa Bárbara ist eine portugiesische Gemeinde (Freguesia) im Kreis (Município) von Ribeira Grande auf der Azoreninsel São Miguel. In ihr leben 1188 Einwohner (Stand 19. April 2021).